# Michael Fassbender

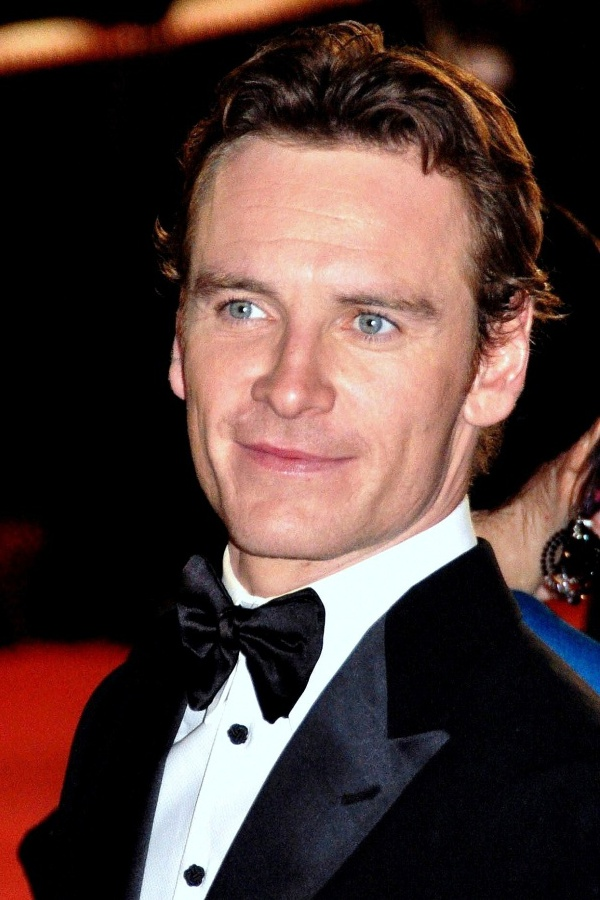
Fassbender na 62. festiwalu w Cannes (2009)

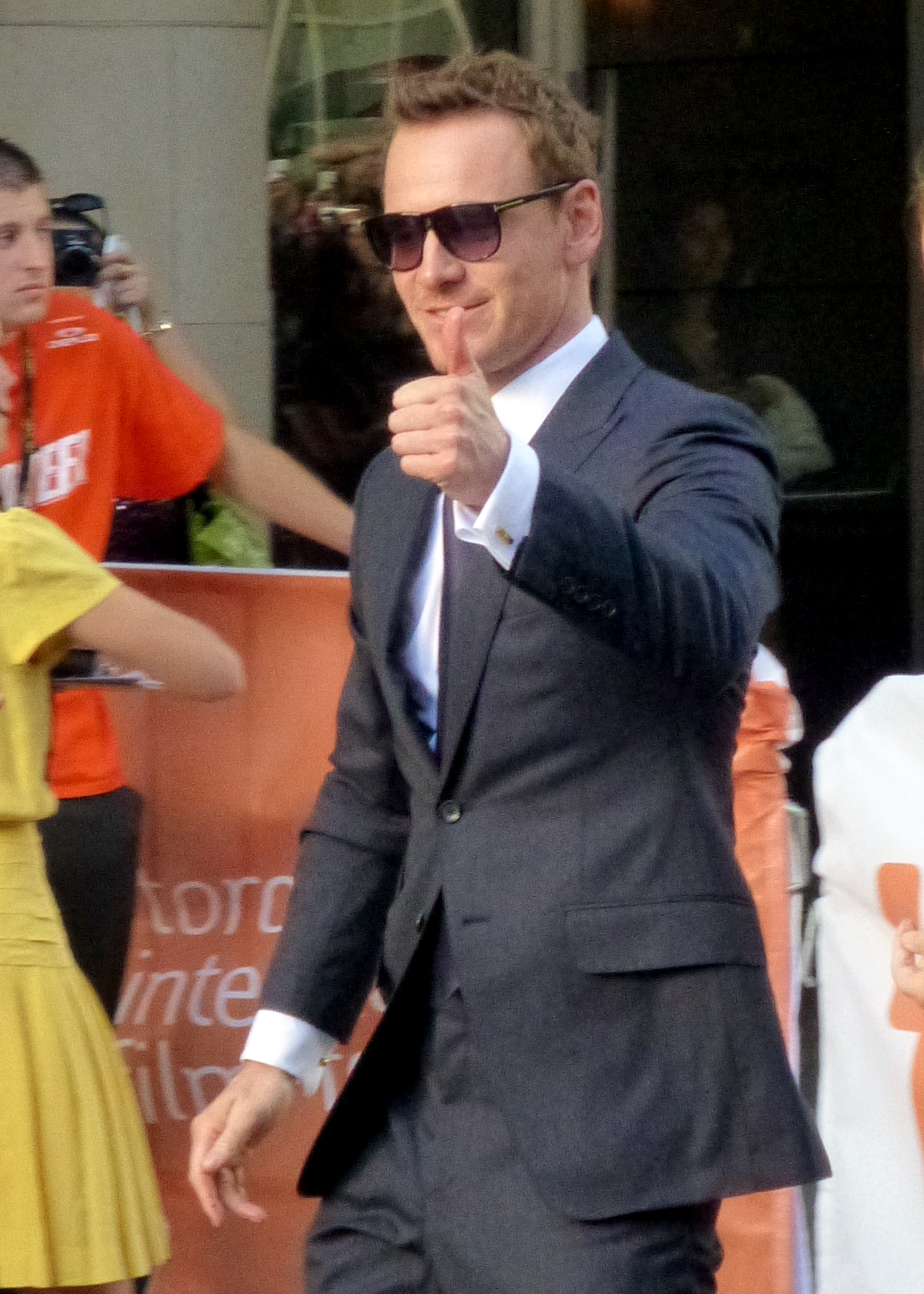
Fassbender (TIFF 2013)

Michael Fassbender (ur. 2 kwietnia 1977 w Heidelbergu) − niemiecko−irlandzki aktor i kierowca wyścigowy. Dwukrotnie nominowany do Oscara dla najlepszego aktora pierwszoplanowego.

## Życiorys

### Wczesne lata
Urodził się w Heidelbergu jako syn Irlandki Adele i Niemca Josefa Fassbendera, kiedy miał dwa lata wraz z rodzicami przeprowadził się do Killarney, w hrabstwie Kerry w południowo−zachodniej Irlandii, gdzie uczęszczał do Kolegium im. Św. Brendana. Uczył się aktorstwa w prestiżowym Londyńskim Centrum Dramatu w Londynie. Opanował grę na gitarze, fortepianie i akordeonie. Mówi po niemiecku.

### Kariera aktorska
Debiutował przed kamerami w roli klienta pralni Toma w filmie krótkometrażowym Rzeczy, które zauważam. Rzeczy, które widzisz. (Things I Notice. Things You See., 2000). Po występie jako Hermann w trzech odcinkach serialu BBC One Serca i kości (Hearts and Bones, 2001) z Damianem Lewisem, po raz pierwszy zwrócił na siebie uwagę telewidzów rolą sierżanta Burtona P. „Pata” Christensona w miniserialu Toma Hanksa i Stevena Spielberga Kompania braci (Band of Brothers, 2001) o II wojnie światowej, wyprodukowanym przez HBO. Występował w brytyjskich serialach telewizyjnych, w tym NCS: Manhunt (2002), Szpital Holby City (2002), Prawa Murphy’ego (2005) z Jamesem Nesbittem, Klątwa upadłych aniołów (2004−2005) i Poirot (2006). Pojawił się w teledysku zespołu Cooper Temple Clause do piosenki „Blind Pilots” (2003). W filmowej adaptacji komiksu Franka Millera 300 (2006) w reż. Zacka Snydera został obsadzony w roli spartańskiego wojownika Steliosa. W dramacie Steve’a McQueena Głód (2008) zagrał irlandzkiego republikanina, lidera IRA Bobby’ego Sandsa.
Ma własną firmę produkcyjną o nazwie Peanut Productions. W 2009 otrzymał dwie statuetki Irlandzkiej Nagrody Filmowej i Telewizyjnej (IFTA) oraz British Independent Film Award. Na 68. MFF w Wenecji otrzymał Puchar Volpiego dla najlepszego aktora za rolę w filmie Wstyd (2011).
Był na okładkach magazynów takich jak „Elle”,  „L’Uomo Vogue”, „Rolling Stone”, „Esquire”, „Details”, „The Hollywood Reporter”, „GQ”, „People”, „Interview”, „Vanity Fair” i „Entertainment Weekly”.

### Kariera wyścigowa
Od 2020 Fassbender występuje w European Le Mans Series, a w 2022 jechał w 24h Le Mans. Spróbował także sił w Porsche Supercup.

## Życie prywatne
W październiku 2017 na Ibizie poślubił aktorkę Alicię Vikander, para poznała się na planie filmu Światło między oceanami. W 2021 roku urodził im się syn.

## Filmografia

### Filmy
| Rok  | Tytuł                                      | Rola                     | Reżyseria         |
| ---- | ------------------------------------------ | ------------------------ | ----------------- |
| 2006 | 300                                        | Stelios                  | Zack Snyder       |
| 2007 | Angel                                      | Esmé                     | François Ozon     |
| 2008 | Głód                                       | Bobby Sands              | Steve McQueen     |
| 2008 | Eden Lake                                  | Steve                    | James Watkins     |
| 2009 | Nienasycony                                | Richard Wirth            | Joel Schumacher   |
| 2009 | Fish Tank                                  | Connor                   | Andrea Arnold     |
| 2009 | Bękarty wojny                              | por. Archie Hicox        | Quentin Tarantino |
| 2009 | Man on a Motorcycle (film krótkometrażowy) | mężczyzna na motocyklu   | John Maclean      |
| 2010 | Jonah Hex                                  | Burke                    | Jimmy Hayward     |
| 2010 | Centurion                                  | Quintus Dias             | Neil Marshall     |
| 2011 | Pitch Black Heist (film krótkometrażowy)   | Michael                  | John Maclean      |
| 2011 | Jane Eyre                                  | Edward Fairfax Rochester | Cary Fukunaga     |
| 2011 | X-Men: Pierwsza klasa                      | Erik Lehnsherr / Magneto | Matthew Vaughn    |
| 2011 | Niebezpieczna metoda                       | Carl Gustav Jung         | David Cronenberg  |
| 2011 | Wstyd                                      | Brandon Sullivan         | Steve McQueen     |
| 2011 | Ścigana                                    | Paul                     | Steven Soderbergh |
| 2012 | Prometeusz                                 | David                    | Ridley Scott      |
| 2013 | Adwokat                                    | adwokat                  | Ridley Scott      |
| 2013 | Zniewolony. 12 Years a Slave               | Edwin Epps               | Steve McQueen     |
| 2013 | 1 (film dokumentalny)                      | narrator (głos)          | Paul Crowder      |
| 2014 | X-Men: Przeszłość, która nadejdzie         | Erik Lehnsherr / Magneto | Bryan Singer      |
| 2014 | Frank                                      | Frank                    | Lenny Abrahamson  |
| 2015 | Slow West                                  | Silas Selleck            | John Maclean      |
| 2015 | Steve Jobs                                 | Steve Jobs               | Danny Boyle       |
| 2015 | Makbet                                     | Makbet                   | Justin Kurzel     |
| 2016 | X-Men: Apocalypse                          | Erik Lehnsherr / Magneto | Bryan Singer      |
| 2016 | Światło między oceanami                    | Tom Sherbourne           | Derek Cianfrance  |
| 2016 | Wbrew rodzinie                             | Chad Cutler              | Adam Smith        |
| 2016 | Assassin’s Creed                           | Callum Lynch / Aguilar   | Justin Kurzel     |
| 2017 | Song to Song                               | Cook                     | Terrence Malick   |
| 2017 | Obcy: Przymierze                           | David / Walter           | Ridley Scott      |
| 2017 | Pierwszy śnieg                             | Harry Hole               | Tomas Alfredson   |
| 2019 | X-Men: Mroczna Phoenix                     | Erik Lehnsherr / Magneto | Simon Kinberg     |
| 2023 | Zabójca                                    | The Killer               | David Fincher     |
| 2023 | Pierwszy gol                               | Thomas Rongen            | Taika Waititi     |
| 2024 | Kneecap. Hip-hopowa rewolucja              | Arló Ó Cairealláin       | Rich Peppiatt     |
| 2025 | Szpiedzy                                   | George Woodhouse         | Steven Soderbergh |

### Produkcje telewizyjne
| Rok     | Tytuł                                                       | Rola                        | Kanał                    |
| ------- | ----------------------------------------------------------- | --------------------------- | ------------------------ |
| 2001    | Kompania braci                                              | sierżant Burton Christenson | HBO                      |
| 2001    | Hearts and Bones                                            | Hermann                     | ITV                      |
| 2001    | NCS Manhunt                                                 | Jack Silver                 | BBC One                  |
| 2002    | Szpital Holby City                                          | Christian Connolly          | BBC One                  |
| 2003    | Carla                                                       | Rob                         | ITV                      |
| 2004    | Proch, zdrada i spisek                                      | Guy Fawkes                  | BBC Two                  |
| 2004    | Sherlock Holmes i sprawa jedwabnej pończochy                | Charles Allen               | BBC One                  |
| 2004    | Historia pewnego misia                                      | Harry Colebourn             | CBC                      |
| 2004    | The Case of Charles Bravo                                   | Charles Bravo               | BBC One                  |
| 2004    | Klątwa upadłych aniołów                                     | Azazeal                     | Sky 1                    |
| 2005    | Prawa Murphy’ego (Murphy's Law)                             | Caz Miller                  | BBC One                  |
| 2005    | Our Hidden Lives                                            | niemiecki jeniec            | BBC Four                 |
| 2005    | William and Mary                                            | Łukasz                      | ITV                      |
| 2006    | Trial & Retribution                                         | Douglas Nesbitt             | ITV                      |
| 2006    | Poirot (Agatha Christie's Poirot) odc.: „After the Funeral” | George Abernethie           | ITV                      |
| 2007    | Wedding Belles                                              | Barney                      | Channel 4                |
| 2008    | Nałożnica diabła (The Devil's Whore)                        | Thomas Rainsborough         | Channel 4                |
| od 2024 | Agencja                                                     | Martian                     | Paramount+ with Showtime |

## Wyniki w sportach motorowych

### European Le Mans Series
| Legenda     | Legenda                  |
| Oznaczenie  | Wyjaśnienie              |
| ----------- | ------------------------ |
| Złoty       | Zwycięstwo               |
| Srebrny     | 2. miejsce               |
| Brązowy     | 3. miejsce               |
| Zielony     | Miejsce punktowane       |
| Niebieski   | Miejsce niepunktowane    |
| Niebieski   | Niesklasyfikowany (NS)   |
| Różowy      | Nie ukończył (NU)        |
| Czarny      | Zdyskwalifikowany (DK)   |
| Czarny      | Wykluczony (WYK)         |
| Biały       | Nie wystartował (NW)     |
| Biały       | Wyścig odwołany (OD)     |
| Bez koloru  | Wycofany (WYC)           |
| Bez koloru  | Nie został zgłoszony (–) |
| Pogrubienie | Pole position            |

| Rok  | Zespół             | Klasa | Samochód           | Silnik               | Wyniki w poszczególnych rundach | Wyniki w poszczególnych rundach | Wyniki w poszczególnych rundach | Wyniki w poszczególnych rundach | Wyniki w poszczególnych rundach | Wyniki w poszczególnych rundach | Pozycja | Punkty | Źródło |
| ---- | ------------------ | ----- | ------------------ | -------------------- | ------------------------------- | ------------------------------- | ------------------------------- | ------------------------------- | ------------------------------- | ------------------------------- | ------- | ------ | ------ |
| 2020 | Proton Competition | LMGTE | Porsche 911 RSR    | Porsche 4.0 L Flat-6 | LEC                             | SPA                             | LEC                             | MNZ                             | POR                             |                                 | 6       | 47     | [ 9 ]  |
| 2020 | Proton Competition | LMGTE | Porsche 911 RSR    | Porsche 4.0 L Flat-6 | 7                               | 4                               | NW                              | 5                               | 4                               |                                 | 6       | 47     | [ 9 ]  |
| 2021 | Proton Competition | LMGTE | Porsche 911 RSR-19 | Porsche 4.2 L Flat-6 | CAT                             | RBR                             | LEC                             | MNZ                             | SPA                             | POR                             | 5       | 61     | [ 10 ] |
| 2021 | Proton Competition | LMGTE | Porsche 911 RSR-19 | Porsche 4.2 L Flat-6 | 6                               | 4                               | 8                               | 7                               | 4                               | 2                               | 5       | 61     | [ 10 ] |
| 2022 | Proton Competition | LMGTE | Porsche 911 RSR-19 | Porsche 4.2 L Flat-6 | LEC                             | IMO                             | MNZ                             | CAT                             | SPA                             | POR                             | 14      | 35     | [ 11 ] |
| 2022 | Proton Competition | LMGTE | Porsche 911 RSR-19 | Porsche 4.2 L Flat-6 | 3                               | 7                               | NS                              | 8                               | 7                               | 8                               | 14      | 35     | [ 11 ] |
| 2023 | Proton Competition | LMGTE | Porsche 911 RSR-19 | Porsche 4.2 L Flat-6 | BAR                             | LEC                             | ARA                             | SPA                             | ALG                             | POR                             | 13      | 22     | [ 12 ] |
| 2023 | Proton Competition | LMGTE | Porsche 911 RSR-19 | Porsche 4.2 L Flat-6 | 8                               | 10                              | 3                               | NU                              | 9                               | 11                              | 13      | 22     | [ 12 ] |

* - Sezon w trakcie.

### 24h Le Mans
| Rok  | Zespół             | Partnerzy                       | Samochód           | Klasa    | Okrążenia | Pozycja (ogólna) | Pozycja (w klasie) | Źródło |
| ---- | ------------------ | ------------------------------- | ------------------ | -------- | --------- | ---------------- | ------------------ | ------ |
| 2022 | Proton Competition | Matt Campbell Zacharie Robichon | Porsche 911 RSR-19 | LMGTE Am | 329       | 51               | 16                 | [ 13 ] |
| 2023 | Proton Competition | Richard Lietz Martin Rump       | Porsche 911 RSR-19 | LMGTE Am | 246       | NU               | NU                 | [ 14 ] |